# 伊勢佳史
伊勢 佳史（いせ よしふみ）は、日本のソングライター、編曲家、音楽プロデューサー。
onetrap所属。東京都生まれ、千葉県柏市出身。東京音楽大学作曲指揮専攻 作曲(映画・放送音楽コース)出身。

## 略歴
大学在学中より作編曲家、サウンドエンジニア、サウンドデザイナーとして活動開始。
2011年、onetrapと契約。現在はJ-Popを中心にアニメソング、アイドルソング、劇伴など多岐にわたり作編曲している。
後進の指導にも力を入れており、自身が代表を務める音楽教室を運営。DTMを中心とした音楽講師としても活動している。

## 提供作品
乙女新党
- 「わっしょいクリスマス」（作詞・作曲・編曲）
- 「ファイヤイヤっ!!!」（作曲）

乃木坂46
- 「革命の馬」（作曲・編曲）

Fischer's
- 「南中ソーラン ～Fischer's Version～」（編曲）

水樹奈々
- 「ALONE ARROWS」（編曲）

堀江由衣
- 「朝顔」（編曲）

虹のコンキスタドール
- 「電撃タクティクス」（作曲・編曲）

でんぱ組.inc
- 「Truth of the ZERO」（作曲・編曲）

i☆Ris
- 「HERO」（作曲・編曲）
- 「漢」（作曲・編曲）

EXIT featuring NUTS-ME
- 「NO MORE 恋泥棒」（編曲）

ミライスカート
- 「キラ☆ヒラ♡レボ★エボ」（編曲）

Rhodanthe*
- 「祭りデス☆クリスマス!!」（編曲）

放課後プリンセス
- 「ライチレッドの運命」（編曲）

JY
- 「ブギウギ」（編曲）

ベッド・イン
- 「白黒つかない （feat.アンジャッシュ）」（編曲）

LADYBABY
- 「SCHOOL OF HARD KNOCKS」（作曲・編曲）

アイ★チュウ
- 「We are HEROES!!!」（作曲・編曲・プログラミング）

Re:Complex
- 「VERY GO」（編曲・キーボード）

Girls²
- 「ハッピーメリクリ!」（編曲）

### アニメ・劇伴関連
アイカツ!
- 「クリスマス☆スターライト」（サウンドプロデュース・編曲）

アイカツ!
- 「Forever Dream」（サウンドプロデュース・編曲）

### 映画劇伴
地球でたったふたり